# Sorcier (comics)
Pour les articles homonymes, voir Sorcier.
Bentley Wittman, alias le Sorcier (« Wizard » en VO) est un super-vilain évoluant dans l'univers Marvel de la maison d’édition Marvel Comics. Il est apparu pour la première fois dans Strange Tales #102, en 1962.

## Origine
Bentley Whitman devint célèbre et riche pour ses inventions géniales. Il se surnomma le Sorcier, car il aimait faire croire à ses clients qu'il faisait de la magie, alors qu'il se servait en fait d'appareils de haute technologie.
Ennuyé par la vie, il décida d'affronter la Torche Humaine. Il se fit passer pour une victime reconnaissante et invita Johnny Storm dans sa luxueuse demeure puis le séquestra. Il se fit ensuite passer pour le jeune Fantastique et se lança dans une course au crime pour détruire sa réputation, mais il fut capturé par les Quatre Fantastiques.
Il affronta plusieurs fois la Torche par la suite mais fut à chaque fois vaincu. Il décida alors de s'allier à d'autres super-vilains, comme le Piégeur et l'Homme-Sable, puis Médusa (alors amnésique). Les Terrifics étaient nés.
Au cours de sa carrière, le Sorcier devint l'un des plus grands ennemis des Quatre Fantastiques. Quand Médusa retrouva le droit chemin, il engagea Thundra pour la remplacer, mais la jeune femme trahit le Sorcier.
Il affronta aussi Spider-Man et les Vengeurs.
Emprisonné après un combat, il fut libéré par Loki, juste avant les Actes de Vengeance.
Les Thunderbolts le forcèrent à construire des disques anti-gravité pour combattre Graviton.
Lors du Dark Reign, le Sorcier fut recruté par  The Hood pour l'aider à gérer son syndicat du crime. En parallèle, il continua de travailler avec l'Intelligentsia, pour laquelle il captura Red Richards avec ses Terrifics.

## Pouvoirs
- Le Sorcier se sert de disques anti-gravité de son invention, pouvant transporter plusieurs centaines de kilos, qu'il contrôle par une interface de son armure. Les disques peuvent s'élever à plusieurs centaines de mètres au-dessus du sol.
- Ses gantelets contiennent un taser électrique et des champs de gravité qui accroissent sa force.
- Son armure le protège des balles de petit calibre, et son casque est équipé d'un dispositif émettant des ondes hypnotiques.
- Wittman est un génie en physique. Il a construit de nombreuses autres inventions.

## Autres médias
- 2025 : Votre fidèle serviteur Spider-Man (Your Friendly Neighborhood Spider-Man) (série d'animation)